# Mietoinen
Mietoinen (/ˈmietoinen/), hay Mietois trong tiếng Thụy Điển, là một former đô thị của Phần Lan. Đơn vị này đã được sáp nhập vào đô thị Mynämäki đầu năm 2007.
Mietoinen is located in the tỉnh của Tây Phần Lan thuộc vùng Tây Nam Phần Lan. Mietoinen có dân số 1.712 người (thời điểm ngày 31 tháng 12 năm 2004) và diện tích 64,07 km² trong đó có 0,29 km² diện tích mặt nước. Mật độ dân số là 26,84 người trên mỗi km².
Đô thị này chỉ dùng tiếng Phần Lan